# 臨淮關戰鬥
臨淮關戰鬥發生於1927年11月11日－12日，交戰地點在中國皖東北，是北洋時期的戰鬥之一。臨淮關戰鬥的交戰雙方，一方為第一軍劉歭，另一方八軍崔景桂所轄軍隊。

## 參看
- 中華民國北洋政府時期內戰戰鬥列表